# Vanessa Berteaux
Pour les articles homonymes, voir Berteaux.
Vanessa Berteaux est une boxeuse française née le 4 juillet 1982[Où ?].

## Carrière sportive
En 2001, elle remporte la médaille d'argent aux championnats d'Europe amateur à Saint-Amand-les-Eaux en moins de 48 kg (poids mi-mouches). Elle est sacrée championne de France des moins de 48 kg en 2001 et en 2004.